# Onitis mniszechianus
Onitis mniszechianus là một loài bọ cánh cứng trong họ Bọ hung (Scarabaeidae).